# Michael Howard Grayum
Michael Howard Grayum ( 1949 - ) es un botánico , pteridólogo estadounidense, habiendo desarrollado expediciones botánicas a Newfoundland, Canadá; EE. UU.; Costa Rica; Honduras; México; Panamá; Colombia, Ecuador; Dominica; Jamaica.

## Algunas publicaciones
- g.c. De Nevers, a. Henderson, m.h. Grayum. 1996. Mesoamerican Bactris (Palmae). Proc. California Acad. Sci.
- k.s. Bawa, s.h. Bullock, d.r. Perry, r.e. Coville, m.h. Grayum. 1985. Reproductive biology of tropical lowland rain forest trees. II. Pollination systems. Am. J. of Botany 72: 346–56
- 1982. New records of vascular plants from the Santa Monica Mountains, California, and adjacent parts of Los Angeles and Ventura counties. 8 pp.
- hugh waldemar Churchill, michael howard Grayum. 1981. A preliminary checklist to the pteridophytes of Finca La Selva, Costa Rica.

### Libros
- 2007. Manual de Plantas de Costa Rica. Volumen 111 de Monographs in systematic Botany from the Missouri Botanical Garden. 933 pp.
- 1996. Revision of Philodendron subgenus Pteromischum (Araceae) for Pacific and Caribbean tropical America. Volumen 47 de Systematic botany monographs. Ed. Am. Soc. of Plant Taxonomists. 233 pp. ISBN 0-912861-47-9
- greg De Nevers, andrew Henderson, michael howard Grayum. 1996. Mesoamerican Bactris (Palmae). Volumen 49, Nº 7 de Proc. of the California Academy of Sciences. 40 pp.
- 1992. Comparative external pollen ultrastructure of the Araceae and putatively related taxa. Volumen 43 de Monographs in systematic botany from the Missouri Botanical Garden. 167 pp. ISBN 0-935868-60-7
- 1986. Palynology and phylogeny of the Araceae, Parte 1. Ed. University Microfilms Int. 479 pp.
- 1986. Palynology and phylogeny of the Araceae. Ed. Ann Arbor. 852 pp.

## Honores

### Epónimos
Algunas de las especies nombradas
- (Araceae) Philodendron grayumii Croat[2]
- (Arecaceae) Bactris grayumii de Nevers & A.J.Hend.[3]
- (Asclepiadaceae) Gonolobus grayumii W.D.Stevens[4]
- (Boraginaceae) Bourreria grayumii Gottschling & J.S.Mill.[5]
- (Cyatheaceae) Cyathea grayumii A.Rojas[6]
- (Dichapetalaceae) Dichapetalum grayumii Prance[7]
- (Lomariopsidaceae) Elaphoglossum grayumii Mickel[8]
- (Malpighiaceae) Bunchosia grayumii W.R.Anderson[9]
- (Melastomataceae) Miconia grayumii Almeda[10]
- (Myrtaceae) Eugenia grayumii Barrie[11]
- (Orchidaceae) Anathallis grayumii (Luer) Luer[12]
- (Poaceae) Arberella grayumii Davidse[13]
- (Rubiaceae) Hillia grayumii C.M.Taylor[14]
- (Thelypteridaceae) Thelypteris grayumii A.R.Sm.[15]

- La abreviatura «Grayum» se emplea para indicar a Michael Howard Grayum como autoridad en la descripción y clasificación científica de los vegetales.[16]